# Le temple de la Gloire
Le temple de la Gloire (Il Tempio della Gloria) è un opéra-ballet di Jean-Philippe Rameau su libretto di Voltaire. L'opera fu eseguita per la prima volta in una versione in cinque atti il 27 novembre 1745 alla Grande Écurie di Versailles per celebrare la vittoria francese nella battaglia di Fontenoy. Fu trasferita, senza successo, all'Opéra di Parigi il 7 dicembre 1745. Una versione rivista, in un prologo e tre atti, apparve all'Opéra il 19 aprile 1746.

## Ruoli: versione 1745
| Ruolo | Registro vocale                                        | Cast della prima                                                            |
| Atto 1 | Atto 1                                                 | Atto 1                                                                      |
| --- | ------------------------------------------------------ | --------------------------------------------------------------------------- |
| Invidia | basse-taille (basso-baritono) (travesti)               | François Le Page                                                            |
| Apollo | haute-contre                                           | Pierre de Jélyotte                                                          |
| Una musa | soprano                                                | Mlle Rotisset de Romainville                                                |
| Coro: demoni che accompagnano Invidia; Muse ed eroi che accompagnano Apollo |                                                        |                                                                             |
| Ballerini: otto demoni, sette eroi e le nove Muse |                                                        |                                                                             |
| Atto 2 |                                                        |                                                                             |
| Belo | basse-taille                                           | Claude-Louis-Dominique Chassé de Chinais                                    |
| Lidie | soprano                                                | Marie-Jeanne Fesch, conosciuta come Mlle Chevalier                          |
| Arsine | soprano                                                | Mlle Jacquet                                                                |
| Una pastorella | soprano                                                | Mlle Bourbonnois la maggiore                                                |
| Un pastore | basse-taille                                           | M Albert                                                                    |
| Un altro pastore | haute-contre                                           | Jean-Paul Spesoller de Latour, detto La Tour                                |
| Apollo | haute-contre                                           | Pierre de Jélyotte                                                          |
| Le Nove Muse |                                                        | Mlles Romainville, Canavasse, Jacquet, Delastre; Monsieurs Le Begue, Duguet |
| Coro: Pastori e pastorelle; re prigionieri che accompagnano Belo |                                                        |                                                                             |
| Ballerini: pastori e pastorelle |                                                        |                                                                             |
| Atto 3 |                                                        |                                                                             |
| Bacco | haute-contre                                           | François Poirier                                                            |
| Érigone | soprano                                                | Marie Fel                                                                   |
| Sommo Sacerdote della Gloria | basse-taille                                           | François Le Page                                                            |
| Una sacerdotessa | soprano                                                | Mlle de Metz                                                                |
| Un guerriero | basse-taille                                           | M Benoist                                                                   |
| Una baccante | soprano                                                | Marie-Angélique Coupé o Coupée                                              |
| Coro: Sacerdoti e sacerdotesse della Gloria; guerrieri, egipan, baccanti e satiri che accompagnano Bacco |                                                        |                                                                             |
| Ballerini: Primo divertissement: cinque sacerdotesse della Gloria, quattro eroi; Secondo divertissement: nove baccanti, sei egipan, otto satiri                                                               |                                                        |                                                                             |
| Atto 4 |                                                        |                                                                             |
| Traiano | haute-contre                                           | Pierre de Jélyotte                                                          |
| Plautina | soprano                                                | Marie-Jeanne Fesch, conosciuta come Mlle Chevalier                          |
| Junie | soprano                                                | Mlle Romainville                                                            |
| Fanie | soprano                                                | Mlle Canavasse                                                              |
| Re sconfitti che accompagnano Traiano | hautes-contre, taille (baritenore), due basses-tailles | François Poirier, La Tour, Le Fevre, Gallard, Albert, Person                |
| Coro: sacerdoti di Marte e sacerdotesse di Venere; uomini e donne romani; seguaci della Gloria |                                                        |                                                                             |
| Ballerini: Primo divertissement: quattro sacerdoti e cinque sacerdotesse di Marte; Secondo divertissement: seguaci di Gloria, cinque uomini e quattro donne                                                   |                                                        |                                                                             |
| Atto 5 |                                                        |                                                                             |
| Una Romana | soprano                                                | Mlle Bourbonnois la maggiore                                                |
| Un Romano | basse-taille                                           | M Benoist                                                                   |
| Una pastorella | soprano                                                | Marie-Angélique Coupé o Coupée                                              |
| NB: Tutti i personaggi dell'Atto 4 compaiono nell'Atto 5 |                                                        |                                                                             |
| Coro: pastori e pastorelle; giovani romani e donne |                                                        |                                                                             |
| Ballerini: Romani di diversi ceti: Prima quadriglia: tre uomini e due donne; Seconda quadriglia: tre uomini e due donne; Terza quadriglia: tre donne e due uomini; Quarta quadriglia: tre donne e due uomini. |                                                        |                                                                             |

## Trama: versione 1746

### Prologo
Scena: La Grotta di Invidia con il Tempio della Gloria sullo sfondo
Invidia e i suoi seguaci complottano per distruggere il Tempio della Gloria, ma il loro attacco viene sventato da Apollo, dalle Muse, dai semidei e dagli eroi. Apollo condanna Invidia ad essere incatenata eternamente ai piedi del tempio. Il prologo si conclude con una celebrazione della pace e delle arti.

### Atto 1: Belo
Scena: Il boschetto delle Muse con sullo sfondo il Tempio della Gloria
Re Belo ha abbandonato il suo amore, la principessa Lidia, in cerca di gloria attraverso una brutale conquista militare. Lidia cerca consolazione con le Muse e i pastori e le pastorelle locali cercano di confortarla con le loro danze. Belo e i suoi guerrieri arrivano. Gli dei hanno respinto la sua pretesa di entrare nel Tempio della Gloria a causa della sua tirannia. Lidia e i pastori lo convincono che un vero re dovrebbe diffondere la felicità tra il suo popolo piuttosto che fare la guerra.

### Atto 2: Bacco
Scena: Fuori dal Tempio della Gloria
I seguaci di Bacco celebrano la sua conquista dell'Asia. Bacco si vanta della sua invenzione del vino con il suo amante Érigone. Mentre si avvicina al Tempio della Gloria, il Sommo Sacerdote gli proibisce di entrare: può aver guadagnato fama diffondendo dissolutezza da ubriaco, ma solo atti di virtù portano gloria duratura. Scoraggiati, Bacco e i suoi seguaci riprendono i loro viaggi.

### Atto 3: Traiano
Scena: La città di Artašat, in parte in rovina. Archi trionfali.
La moglie dell'imperatore Traiano, Plautina, lo ha seguito in Armenia dove sta combattendo per reprimere una ribellione di cinque re. Plautina persuade i sacerdoti di Marte e le sacerdotesse di Venere a pregare per il successo di Traiano in battaglia. Traiano torna vittorioso con i re sconfitti in catene, ma li perdona magnanimamente e li fa liberare. La gloria scende dai cieli per offrire a Traiano una corona d'alloro e la scena cambia trasformandosi nel suo tempio. Traiano dice di non essere degno di un così grande onore e chiede invece agli dei di trasformarlo nel Tempio della Felicità per tutto il mondo.

## Registrazioni

### Audio
- Le temple de la Gloire (Versione 1745), Philharmonia Baroque Orchestra e Coro, diretta da Nicholas McGegan (2 CDs, PBP, 2018)
- Le temple de la Gloire (Versione 1746), Choeur de Chambre de Namur, Les Agrémens, diretta da Guy Van Waas (2 CDs, Ricercar, 2015)
- Le temple de la Gloire (Versione 1746), La Grande Écurie et la Chambre du Roy, diretta da Jean-Claude Malgoire (2 LPs, CBS, 1982)